# Saint-Jacques-d’Atticieux
Saint-Jacques-d’Atticieux ist eine französische Gemeinde im Département Ardèche in der Region Auvergne-Rhône-Alpes. Sie gehört zum Kanton Sarras und zum Arrondissement Tournon-sur-Rhône. Die Bewohner nennen sich Saint-Jamaires. Nachbargemeinden sind Saint-Appolinard im Nordwesten, Maclas im Nordosten, Vinzieux und Brossainc im Osten, Savas im Süden und Saint-Julien-Molin-Molette im Westen. Saint-Jacques-d’Atticieux bildete mit Brossainc bis 1790 eine Großgemeinde. Diese wurde nach der Französischen Revolution aufgelöst. Seither bilden beide Dörfer je eine eigenständige Gemeinde.

## Bevölkerungsentwicklung
| Jahr                       | 1962 | 1968 | 1975 | 1982 | 1990 | 1999 | 2008 | 2014 |
| -------------------------- | ---- | ---- | ---- | ---- | ---- | ---- | ---- | ---- |
| Einwohner                  | 102  | 89   | 76   | 97   | 170  | 173  | 244  | 314  |
| Quellen: Cassini und INSEE |      |      |      |      |      |      |      |      |